# ویلیام لی دی. اوینگ
ویلیام لی دی. اوینگ (به انگلیسی: William Lee D. Ewing) سناتور سابق عضو حزب دموکرات ایالات متحده آمریکا بود. وی در سال ۱۸۳۵ تا ۱۸۳۷ میلادی سناتور ایالت ایلی‌نوی در سنای ایالات متحده آمریکا بود.